# Marčani
Marčani falu Horvátországban Belovár-Bilogora megyében. Közigazgatásilag Csázmához tartozik.

## Fekvése
Belovártól légvonalban 30, közúton 41 km-re délnyugatra, községközpontjától légvonalban 7, közúton 11 km-re nyugatra, a Csázmát Ivanić-Graddal összekötő 43-as számú főúttól északra, Sovari és Donji Lipovčani között, a megyehatáron fekszik.

## Története
Az innen nyugatra fekvő, a marčai középkori ágoston rendi kolostor alapjain 1598-ban épített és Szent Mihály arkangyal tiszteletére szentelt marčai pravoszláv (később görög katolikus) kolostor jobbágyfaluja volt. Novi Kmeti és Marcha összeolvadásából jött létre. 1774-ben az első katonai felmérés térképén „Dorf Marcha” néven szerepel. A Horvát határőrvidék részeként a Kőrösi ezredhez tartozott. Lipszky János 1808-ban Budán kiadott repertóriumában „Marchani” néven szerepel.  Nagy Lajos 1829-ben kiadott művében ugyancsak „Marchani” néven 5 házzal, 28 katolikus vallású lakossal találjuk. 1809 és 1813 között francia uralom alatt állt.
A katonai közigazgatás megszüntetése után Magyar Királyságon belül Horvátország része, Belovár-Kőrös vármegye Csázmai járásának része lett. A településnek 1857-ben 119, 1910-ben 182 lakosa volt. 1918-ban az új szerb-horvát-szlovén állam, majd később Jugoszlávia része lett. 1941-ben a németbarát Független Horvát Állam, majd a háború után a szocialista Jugoszláviához tartozott. A fiatalok elvándorlása miatt lakossága csökkent. 1991-től a független Horvátország része. A délszláv háború idején mindvégig horvát kézen maradt. 2011-ben 103 lakosa volt, akik főként mezőgazdaságból éltek.

## Lakossága
| Lakosság változása | Lakosság változása | Lakosság változása | Lakosság változása | Lakosság változása | Lakosság változása | Lakosság változása | Lakosság változása | Lakosság változása | Lakosság változása | Lakosság változása | Lakosság változása | Lakosság változása | Lakosság változása | Lakosság változása | Lakosság változása |
| ------------------ | ------------------ | ------------------ | ------------------ | ------------------ | ------------------ | ------------------ | ------------------ | ------------------ | ------------------ | ------------------ | ------------------ | ------------------ | ------------------ | ------------------ | ------------------ |
| 1857               | 1869               | 1880               | 1890               | 1900               | 1910               | 1921               | 1931               | 1948               | 1953               | 1961               | 1971               | 1981               | 1991               | 2001               | 2011               |
| 119                | 116                | 103                | 130                | 158                | 182                | 169                | 168                | 193                | 203                | 192                | 143                | 129                | 129                | 116                | 103                |